# マカスキー (小惑星)
マカスキー (2007 McCuskey) は、小惑星帯の小惑星のひとつ。ゲーテ・リンク天文台で発見された。
天文台台長のシドニー・マカスキーに因んで名付けられた。
MUSES-C（はやぶさ）後継機の探査対象候補として検討されたことがある 。